# Каго, Ай
Ай Каго (яп. 加護 亜依 Kago Ai, род. 7 февраля 1988) — японская певица, актриса, бывшая участница девичьей идол-группы Morning Musume.
Стала участницей Morning Musume в марте 2000 года по результатам четвёртого набора в группу (так называемого «прослушивания четвёртого поколения»). На тот момент ей было всего 12 лет.
Кроме Morning Musume, в том же проекте была в группе Mini Moni, состоявшей из девушек ростом до 150 сантиметров.
После своего «торжественного выпуска» в 2004 году из Мorning Musume продолжила музыкальную карьеру как половинка дуэта W (вместе с Нодзоми Цудзи).
В начале 2006 года, незадолго до намеченного выпуска третьего альбома дуэта, фотографии Каго курящей в ресторане были напечатаны в японском журнале Friday. После этого Hello! Project отстранил её от работы, она находилась дома (под домашним арестом). (Причём, когда она была ещё на испытательном сроке, её поймали за курением второй раз). В конце января 2007 года, приблизительно через год после скандала с фотографиями в журнале Friday, она вернулась в Токио, «Хелло-Проектом» планировался её камбэк. Но в конце марта разразился новый скандал: был опубликован репортаж, где её поймали отправлявшейся на выходных на горячие источники (онсэн) с мужчиной на 18 лет старше, также она опять курила. После этого Hello! Project разорвал с ней контракт.
Через некоторое время она вернулась в шоу-бизнес, на этот раз сольно. В марте 2010 года выпустила джазовый альбом Ai Kago Meets Jazz ~The First Door~, в котором изменила свой стиль, продемонстрировав взрослый певческий голос. В июне 2012 года родила девочку. В 2015 году развелась с первым мужем, спустя год вышла замуж повторно. В феврале 2016 года родила сына.

## Сольная дискография
Синглы
| Год  | Title         | Чарты |
| Год  | Title         | JP    |
| ---- | ------------- | ----- |
| 2009 | no hesitAtIon | 52    |

Альбомы
- AI KAGO meets JAZZ (31 марта 2010, лейбл P-VINE) — 242-е место в чарте «Орикона»[7]